# 坚海特区
坚海特区（越南语：／）是越南安江省下辖的一个特区，位于泰国湾的坚海群岛上。

## 历史
1983年1月14日，坚江省增设坚海县，下辖南游社、婆缕社、和督社、魂乂社、魂椥社、赖山社6社，县莅魂乂社。
1983年9月27日，南游社更名为安山社，婆缕社更名为山海社，和督社更名为仙海社。
1988年5月24日，仙海社划归河仙县管辖。
2000年8月17日，魂乂社和山海社划归坚良县管辖。
2005年7月26日，安山社析置南游社。
2025年6月，坚江省并入安江省，坚海县撤销，改制为與坊、社同级别的坚海特区。